# Nikolai Kamov
Nikolai Ilitx Kamov (en rus: Никола́й Ильи́ч Ка́мов; 14 de setembre [C.J. 1 de setembre] de 1902 –  24 de novembre de 1973) va ser un enginyer aeroespacial soviètic, pioner en el disseny d'helicòpters i fundador de l'oficina de disseny d'helicòpters Kamov.

## Biografia
Kamov va néixer en una família russa, a Irkutsk, però va viure a Tomsk fins a la seva mort el 24 de novembre del 1973 a Moscou. Es va graduar a la Universitat Politècnica de Tomsk amb un títol d'enginyer el 1923.
Kamov va treballar amb Dmitri Grigorovitx i més tard per alTsAGI. El 1940 va ser assignat per establir el nou helicòpter OKB que més tard va rebre el seu nom.

## Memòria

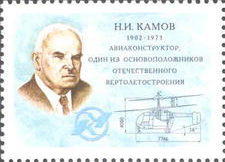
Un segell postal soviètic que commemora les contribucions de Kamov a l'aviació soviètica

- Enterrat al cementiri de Novodévittxi, Moscou
- Des del 1992, un dels dos principals fabricants d'helicòpters soviètic-russos porta el cognom de Nikolai Kamov[4]